# NGC 368
NGC 368 је спирална галаксија у сазвежђу Феникс која се налази на NGC листи објеката дубоког неба.
Деклинација објекта је - 43° 16' 34" а ректасцензија 1h 4m 21,9s. Привидна величина (магнитуда) објекта NGC 368 износи 13,8 а фотографска магнитуда 14,7. NGC 368 је још познат и под ознакама ESO 243-23, PGC 3826.